# Cantone di Garges-lès-Gonesse
Il Cantone di Garges-lès-Gonesse è una divisione amministrativa dell'Arrondissement di Sarcelles.
È stato istituito a seguito della riforma dei cantoni del 2014, che è entrata in vigore con le elezioni dipartimentali del 2015.

## Composizione
Comprende i comuni di:
- Arnouville
- Garges-lès-Gonesse